# Johann Gottlieb Otto Tepper
Johann Gottlieb Otto Tepper ( 19 de abril de 1841 - 16 de febrero de 1923 ) fue un docente, botánico, micólogo, ilustrador, y entomólogo polaco-australiano, reconocido ambientalista de 1ª generación.

## Biografía
Había nacido en Neutomischel, Posen, Prusia (hoy Poznan, Polonia). Y su familia migró por razones religiosas, llegando a Puerto Adelaida, en diciembre de 1847.
Enseñó en Two Wells (1869), Monarto (1872-73), Nuriootpa (1873-78), Ardrossan (1878-81), Clarendon (1881-83). De 1873 a 1883 escribió una serie de artículos de Historia natural acerca de Nuriootpa, Notable Native Plants about Ardrossan, y Die flora von Clarendon, este último para la revista científica germana: Botanisches Centralblatt.
En marzo de 1883, Tepper fue nombrado recolector de historia natural en el Museo de Australia del Sur, en 1888 fue ascendido a entomólogo, numismático y bibliotecario de allí. Muchos de sus trabajos entomológicos más tarde iban a aparecer en el Garden & Field, y en "Transacciones de la Royal Society de Australia del Sur"
Describió 164 especies de insectos, y algunos se nombraron en su honor. Su Cuaderno de bocetos fue donado por su nieto al Museo de Australia del Sur, la Biblioteca del Estado de Australia del Sur y los Naturalistas de Campo 'de la Sociedad mantienen copias de sus dibujos de orquídeas.

## Honores
- En 1878, miembro Royal Society de Australia del Sur
  - En 1912: miembro honorario
  - Catedrático de su Sección de Naturalistas de Campo
- En 1879: miembro de la Sociedad linneana de Londres
- Miembro de la Sociedad de Ciencias, Letras y Artes de Londres
  - Recibe su Medalla en 1898
- En 1894: miembro de comité, de la "Sociedad para la Protección de Aves
- Miembro de la Sociedad de Jardineros de Australia del Sur

### Epónimos
Varias plantas y hongos fueron nombradas en su honor, incluyendo:
- (Asteraceae) Helichrysum tepperi F.Muell.[2]
- (Asteraceae) Podolepis tepperi (F.Muell.) D.A.Cooke[3]
- (Cyperaceae) Schoenus tepperi F.Muell.[4]
- (Gyrostemonaceae) Didymotheca tepperi H.Walter[5]
- (Gyrostemonaceae) Gyrostemon tepperi (F.Muell. ex H.Walter) A.S.George[6]
- (Orchidaceae) Corunastylis tepperi (F.Muell. ex R.S.Rogers) D.L.Jones & M.A.Clem.[7]
- (Orchidaceae) Prasophyllum tepperi F.Muell. ex R.S.Rogers[8]
- (Polygalaceae) Polygala tepperi F.Muell.[9]
- (Potamogetonaceae) Potamogeton tepperi A.Benn.[10]
- (Sapindaceae) Dodonaea tepperi Tepper[11]
- (Sterculiaceae) Lasiopetalum tepperi F.Muell.[4]
- (Stylidiaceae) Candollea tepperi Mull.Arg.[12]
- (Stylidiaceae) Stylidium tepperianum (F.Muell.) Mildbr.[13] endémica de la Isla Canguro